# Tancrède de Hauteville (régent d'Antioche)
Pour les articles homonymes, voir Tancrède de Hauteville.
Tancrède de Hauteville (né probablement vers 1072 ou 1075, mort à Antioche le 12 décembre 1112) est un chevalier normand d'Italie méridionale, membre de la maison de Hauteville, qui participa à la première croisade avant de devenir prince de Galilée et régent de la principauté d'Antioche.
Ses exploits héroïques sont chantés par Le Tasse dans La Jérusalem délivrée.

## Biographie

### Première croisade (1096-1099)
Tancrède de Hauteville naît aux alentours de 1071 en Italie méridionale. Il est le fils du seigneur normand Odon le Bon (en) (Odonis boni marchisi selon Orderic Vital) et d’Emma de Hauteville, fille de Robert Guiscard, duc d'Apulie, de Calabre et de Sicile. Par sa mère, il est petit-fils de Robert Guiscard, duc d'Apulie, de Calabre et de Sicile ainsi que neveu de Bohémond, prince de Tarente.
Au début de l’année 1096 il participe avec ses oncles Roger Ier de Sicile et Bohémond de Tarente au siège de la ville révoltée d’Amalfi, lorsque parvient la nouvelle de l’appel à la croisade lancé par le pape Urbain II à Clermont. Bohémond et Tancrède décident d’y participer et débarquent en novembre 1096 à Avlona sur la côte albanaise, dans le territoire de l’Empire byzantin. Dix ans plus tôt, Robert Guiscard, Bohémond et leur armée avaient débarqué au même endroit et avaient attaqué l’Empire, avant d’être repoussés (1085). En 1096, les croisés normands doivent faire face à la méfiance et à la rancœur des habitants, et, s’ils sont ravitaillés, ils trouvent devant eux des villes fermées. Mais des fonctionnaires un peu zélés les font attaquer par des auxiliaires petchénègues et turcs au bord du Vardar. Bohémond, dont l’objectif est d’obtenir un fief en Orient et de le faire reconnaître par l’empereur Alexis Comnène, ne répond pas aux provocations et calme la colère de ses officiers comme Tancrède et Richard de Salerne. L’armée croisée arrive en Thrace le 1er avril 1097 et Bohémond se rend à la cour, où il se réconcilie avec Alexis, tandis que Tancrède et Richard et l’armée se hâtent de traverser le Bosphore pour ne pas prêter le serment d’allégeance à l’empereur. Ils rejoignent Nicomédie où campe déjà l’armée lotharingienne, menée par Godefroy de Bouillon.

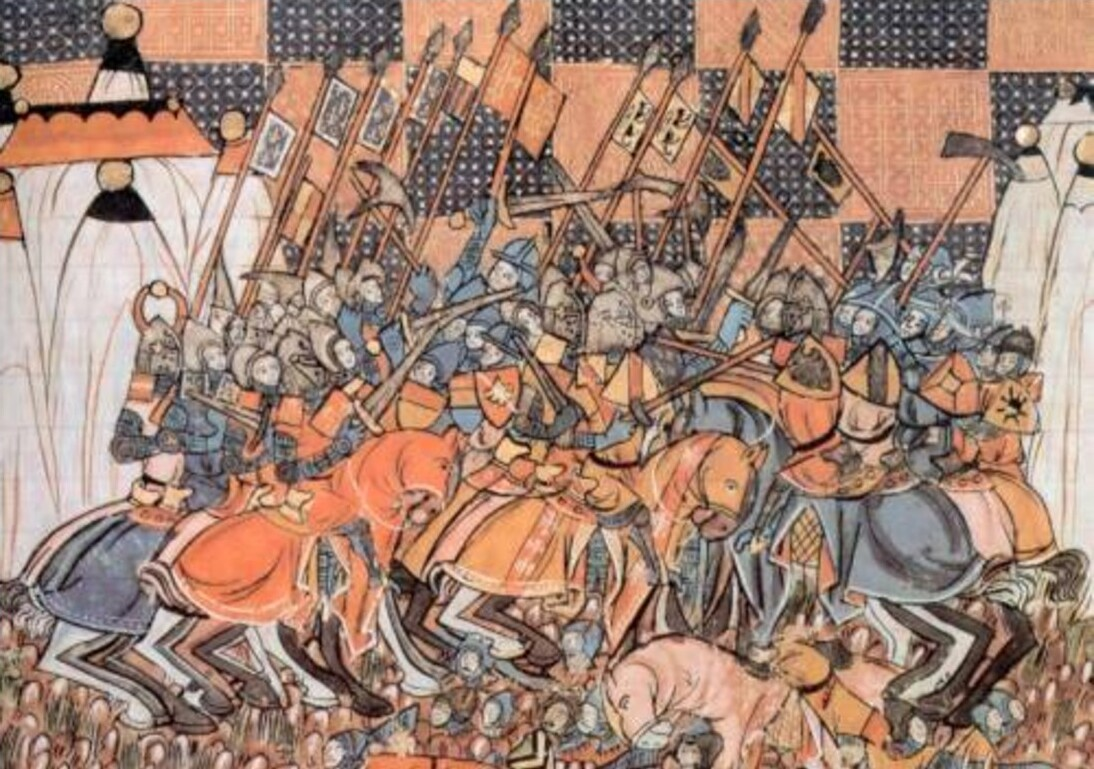
Bataille de Dorylée.

Il mène le siège de Nicée, en 1097, mais la ville est prise par l'armée d'Alexis après des négociations secrètes avec les Turcs Seldjoukides. Cela provoque une défiance de Tancrède à l'égard des Byzantins. Il est d’ailleurs, avec Raymond de Saint-Gilles l’un des chefs à clamer la trahison des Grecs, alors que les autres chefs renouvellent leur serment d’allégeance à Alexis. Après Nicée, l’armée croisée se sépare en deux colonnes et Bohémond et Tancrède commandent l’avant-garde de l’une d’entre elles. Ils sont attaqués par les Turcs à Dorylée (où son frère aîné Guillaume trouve la mort,), mais réussissent à tenir en attendant l’arrivée des autres corps d’armée. L’armée arrive et se repose quelques jours à Héraclée, puis Baudouin de Boulogne et Tancrède se séparent le 14 septembre 1097 du gros des croisés et descendent vers la Cilicie. Le 22 septembre, ils prennent Tarse, mais les deux chefs, projetant tous deux de se tailler un fief en Cilicie se brouillent. Tandis que Baudouin se rend à Édesse sur l’appel de son gouverneur Thoros d’Édesse, Tancrède prend d'autres villes comme Adana et Mamistra. Mais le litige avec Bohémond ne lui permet pas de créer un fief durable, et il doit rejoindre finalement l'armée des croisés devant Antioche tandis que la Cilicie sera conquise par l’Empire byzantin en 1100.
Tancrède participe au siège d’Antioche. De nombreux croisés perdent espoir, dont Pierre l’Ermite, l’un des chefs de la croisade populaire qui déserte l’armée, mais est poursuivi et rattrapé par Tancrède. Il garde le Sud de la ville, où il fait construire une forteresse qui achève d’encercler la ville et empêche tout ravitaillement.
La ville est prise le 3 juin 1098 et assiégée dès le lendemain par une armée turque de secours, qui est définitivement vaincue le 28 juin. Les croisés ne repartent qu’au mois de décembre 1098. Certains croisés proposent de se rendre maîtres de tous les ports le long de leur chemin, mais Tancrède estime que cela va leur prendre trop de temps, risquant de donner le temps à des armées musulmanes de venir et considère qu’il faut marcher le plus vite possible vers Jérusalem, s’en emparer, puis conquérir le pays à partir de la ville.

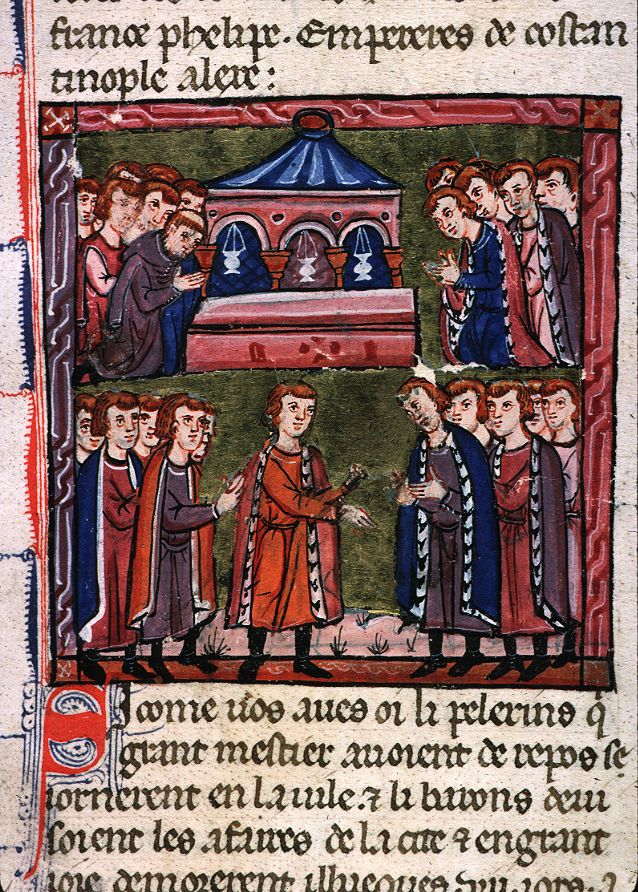
Élection de Godefroi de Bouillon.

Le 6 juin 1099, il effectue une reconnaissance à Bethléem et aux abords de Jérusalem avant l’arrivée du gros des troupes. Le siège débute le 7 juin et Godefroy de Bouillon et Tancrède surveillent la partie ouest des abords de Jérusalem. Devant l’échec d’un premier assaut lancé le 13 juin, les croisés comprennent qu’il leur faut construire des machines de siège et Tancrède fait l’importante découverte de poutres dans un souterrain des faubourgs de Jérusalem. L’attaque finale commence dans la nuit du 13 au 14 juillet, mais l’assaut final n’est donné que le 15. Tancrède prend rapidement possession du Qubbat al-Sakhra, où sont entreposées les richesses de l’émir de Jérusalem. Il fait également prisonniers des centaines d’Arabes qui se rendent à Tancrède, voyant les massacres causés par les croisés. Mais le lendemain, des croisés trop zélés les massacrent et essuient la colère de Tancrède, dont ils avaient bravé les ordres.

### Prince de Galilée
La ville prise, un nouvel État se crée et est confié à Godefroy de Bouillon, qui refuse cependant le titre royal. La plupart des croisés rentrent chez eux, leur devoir accompli, et Tancrède est le seul des principaux chefs à rester auprès de Godefroy de Bouillon. Vers le 25 juillet, il prend possession de Naplouse sans avoir à combattre, mais Godefroy le rappelle peu après car les Fatimides d’Égypte attaquent le pays, mais sont repoussés à Ascalon. Avec seulement quatre-vingts chevaliers, il s’empare de la Galilée et fonde la principauté de Galilée et de Tibériade dont il devient le premier seigneur.
Le 20 août 1100, une escadre vénitienne permet la prise du port de Caïffa, qui est disputé entre Geldemar Cardenel, à qui Godefroy de Bouillon l’a promis, et Tancrède, qui a grandement contribué à l’assaut. Pour se le concilier, le patriarche Daimbert tranche en faveur de Tancrède, qui donne ainsi à sa principauté un débouché maritime.
Godefroy de Bouillon était mort depuis le 18 juillet 1100 et fort des dispositions prises par ce dernier, le patriarche Daimbert entendait abolir l’Avouerie du Saint-Sépulcre et faire du nouvel État une théocratie. Mais des barons fidèles à Godefroy de Bouillon ne l’entendaient pas ainsi, refusèrent de livrer à Daimbert la Tour de David, qui permettait de contrôler Jérusalem, et appelèrent Baudouin de Boulogne, frère de Godefroy, qui se trouvait alors à Édesse, ville dont il était le comte. Tancrède brouillé avec Baudouin depuis l’affaire de Tarse, soutient Daimbert, qui vient de lui accorder Caïffa. Daimbert et Tancrède envoient un messager à Bohémond de Tarente, prince d’Antioche, pour lui demander d’empêcher la venue de Baudouin, lequel doit obligatoirement traverser la principauté pour venir. Malheureusement, le messager est intercepté par leur ennemi Raymond de Saint-Gilles, en train de conquérir le comté de Tripoli. De toute manière, Bohémond n’aurait rien pu faire, car il est capturé par les Danishmendites en cherchant à secourir Gabriel, prince arménien de Malatya. Malgré quelques tentatives de Tancrède de barrer la route de Baudouin, déjouée par les partisans de ce dernier, Baudouin arrive sans encombre à Jérusalem et se fait couronner roi sans difficulté.
Tancrède se retire en Galilée, mais se retrouve sous le coup de la haine de Baudouin. Le premier conflit vient à propos de Caïffa, que Geldemar Cardenel revendique devant la Haute Cour du royaume, et que Tancrède ne veut pas céder. Mais sur ces entrefaites, Tancrède reçoit en mars 1101 une délégation de la principauté d’Antioche, qui lui demande de prendre la régence de la principauté pendant la captivité de Bohémond. Tancrède accepte, cède la Galilée à Baudouin qui en inféode Hugues de Saint-Omer et se rend à Antioche.

### Régent d’Antioche
Il commence par accorder des avantages commerciaux aux Génois en échange de l’appui de leurs escadres. Tancrède a en effet le projet de faire la conquête de la Cilicie sur les Byzantins et du Moyen Oronte sur l’émir d’Alep. Il assiège rapidement Laodicée et règle le problème des revendications de Raymond de Saint-Gilles sur Antioche. Au début du siège, Saint-Gilles, allié des Byzantins, accompagne une croisade lombarde qui tente de traverser l’Anatolie, mais est massacré. Saint-Gilles s’en échappe, et débarque en janvier 1102 à Saint-Siméon, et est immédiatement capturé par Bernard l’Etranger, un chevalier de Tancrède. Le roi de Jérusalem et le patriarche d’Antioche ordonnent aussitôt à Tancrède de relâcher Raymond, mais il ne le fait qu’après avoir exigé et obtenu de son prisonnier un serment par lequel il renonce à toutes ses prétentions sur Antioche, à s’installer dans le Nord de la Syrie franque et à secourir Laodicée. Libre, Raymond part assiéger Tripoli et conquérir le comté de même nom. Tancrède prend Laodicée dans la seconde moitié de 1102. Son succès contre les Byzantins lui vaut d’intervenir dans les affaires du royaume de Jérusalem et, quand Baudouin est battu à Rama par les Fatimides pendant l’automne 1102, Tancrède vient à son secours, mais en imposant le rétablissement de Daimbert comme patriarche.
En mai de l'an 1103, Bohémond de Tarente est libéré contre rançon et reprend la direction de la principauté d’Antioche. En 1104, Bohémond et Tancrède prêtent main-forte au comte Baudouin II d’Édesse qui décide de profiter de la guerre civile qui ravage les États seldjoukides pour assiéger Harrân. L’entreprise, si elle avait réussi, aurait constitué une avancée notable des croisés en direction de Bagdad, où siège le calife abbasside, mais les croisés sont vaincus par une armée de secours turc. Baudouin et Josselin de Courtenay sont capturés, mais Bohémond et Tancrède parviennent à arriver saufs à Edesse. Tandis que Bohémond rentre à Antioche, Tancrède assure la régence d’Édesse, qui est peu après assiégée par les Turcs. La ville étant sur le point de tomber, Tancrède organise une sortie, qui bien préparée réussit à massacrer une partie des assiégeants et à mettre en fuite l’autre partie, à l’aube d’un jour de juillet 1104. Mais Baudouin du Bourg reste prisonnier et Tancrède exerce la régence sur le comté. La défaite de Harran a d’autres conséquences sur la principauté d’Antioche, qui perd le Moyen Oronte repris par Alep et la Cilicie, reprise par les Byzantins.

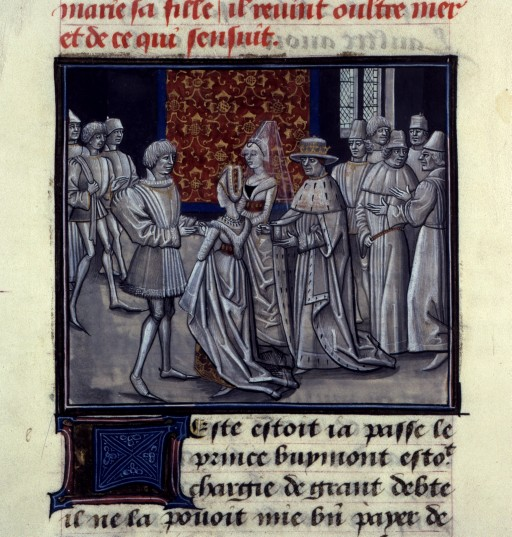
Mariage des filles de Philippe Ier
Guillaume de Tyr, Historia (BNF, Mss.Fr.68, folio 143).

Encerclé par les Turcs et les Byzantins, Bohémond décide de partir en Europe pour ramener des renforts. Il rappelle Tancrède qui confie la régence d’Édesse à Richard de Salerne et prend celle d’Antioche. Bohémond se rend en Italie, où il lève une armée, puis à la cour du roi Philippe Ier de France, afin de lui demander une aide financière et militaire. Ce faisant, il négocie le mariage des deux filles du roi Constance et Cécile avec lui-même et son neveu Tancrède. Estimant que l’Empire byzantin a trahi à plusieurs reprises les croisés, il prêche la croisade contre Byzance et débarque à Durazzo, qu’il assiège. Mais il est vaincu par Alexis Comnène en octobre 1107 et doit signer en 1108 le traité de Déabolis par lequel il reconnaît que la principauté d’Antioche est vassale de Byzance. Bohémond meurt peu après en Apulée, le 6 mars 1111, brisé par cette défaite.

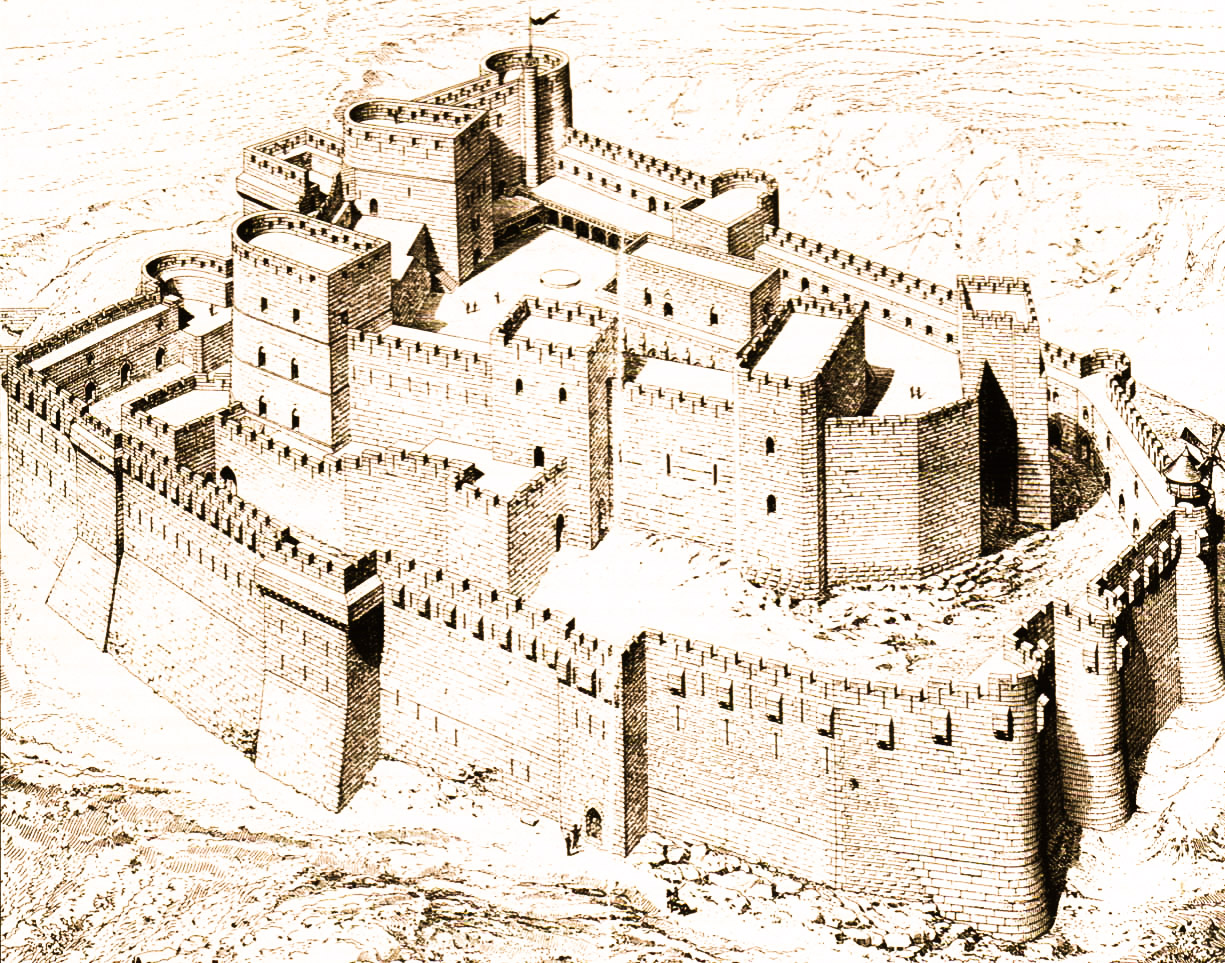
Le Krak des Chevaliers que Tancrède acheta en 1110.

Tancrède de son côté doit gouverner la principauté, sérieusement amoindrie par les conséquences de Harrân. Il commence par reconstituer le trésor en sollicitant des dons des bourgeois les plus riches d’Antioche. Il défait Ridwan d’Alep à Tizin le 20 mars 1105 et reprend la forteresse d’Artah (ou Artésie). Il profite de l’anarchie qui règne entre les émirs musulmans pour prendre la ville d’Apamée le 14 septembre 1106. À la mort de Gervais de Bazoches, en 1108, Baudouin Ier lui rend la principauté de Galilée. En 1108, il reprend aux Byzantins Laodicée, et leur signifie qu’il refuse d’appliquer le traité de Déabolis, mais il doit rendre la régence d’Édesse à Baudouin qui vient d’être libéré contre rançon et à la faveur des dissensions entre musulmans. La guerre entre les alliés musulmans respectifs d’Antioche et d’Edesse les pousse à se faire la guerre, mais Tancrède est obligé de renoncer à toute hégémonie sur Édesse. Il cherche ensuite à se faire reconnaître suzerain du comté de Tripoli, en soutenant Guillaume de Cerdagne contre l’autre prétendant, Bertrand de Saint-Gilles. La mort de Guillaume met fin à ce projet, mais Tancrède annexe la ville de Jabala. En 1110, il achète le Krak des Chevaliers et renforce son système défensif. La même année, il secourt le comte d’Édesse, puis doit combattre Ridwan, émir d’Alep, à son retour. Ce dernier et ses alliés, les émirs de Chayzar et de Hama, vaincus, doivent se reconnaître vassaux de Tancrède et lui verser un tribut.
En 1111, secrètement soutenus par Byzance, les Seldjoukides de Perse organisent une contre croisade. La désunion dans le camp musulman permet à une coalition de toutes les forces franques de repousser aisément leurs ennemis. Tancrède meurt peu après, le 12 décembre 1112, en confiant la régence d’Antioche à Roger de Salerne, en lui faisant promettre de donner la principauté au fils de Bohémond à sa majorité, et en lui demandant de marier sa veuve avec le comte Pons de Tripoli, afin de sceller l’alliance entre les deux États.

## Littérature
Raoul de Caen accompagna Tancrède depuis la croisade jusqu'à la fin de sa vie et écrivit sa biographie en latin, la Gesta Tancredi In Expeditione Hierosolymitana, précieux document pour l'histoire de la première croisade.

## Tancrède dans la fiction
Le Tasse fait de Tancrède le modèle du chevalier dans La Jérusalem délivrée (1581). Dans cette œuvre il est dépeint comme un héros épique, protagoniste de l'amour chevaleresque et tragique avec la princesse guerrière païenne Clorinde. Il est aussi aimé de la princesse Herminie d'Antioche. Certains extraits des vers du Tasse furent insérés par Claudio Monteverdi dans sa célèbre œuvre dramatique Il combattimento di Tancredi e Clorinda, de 1624.
André Campra a composé la tragédie lyrique Tancrède en 1702.

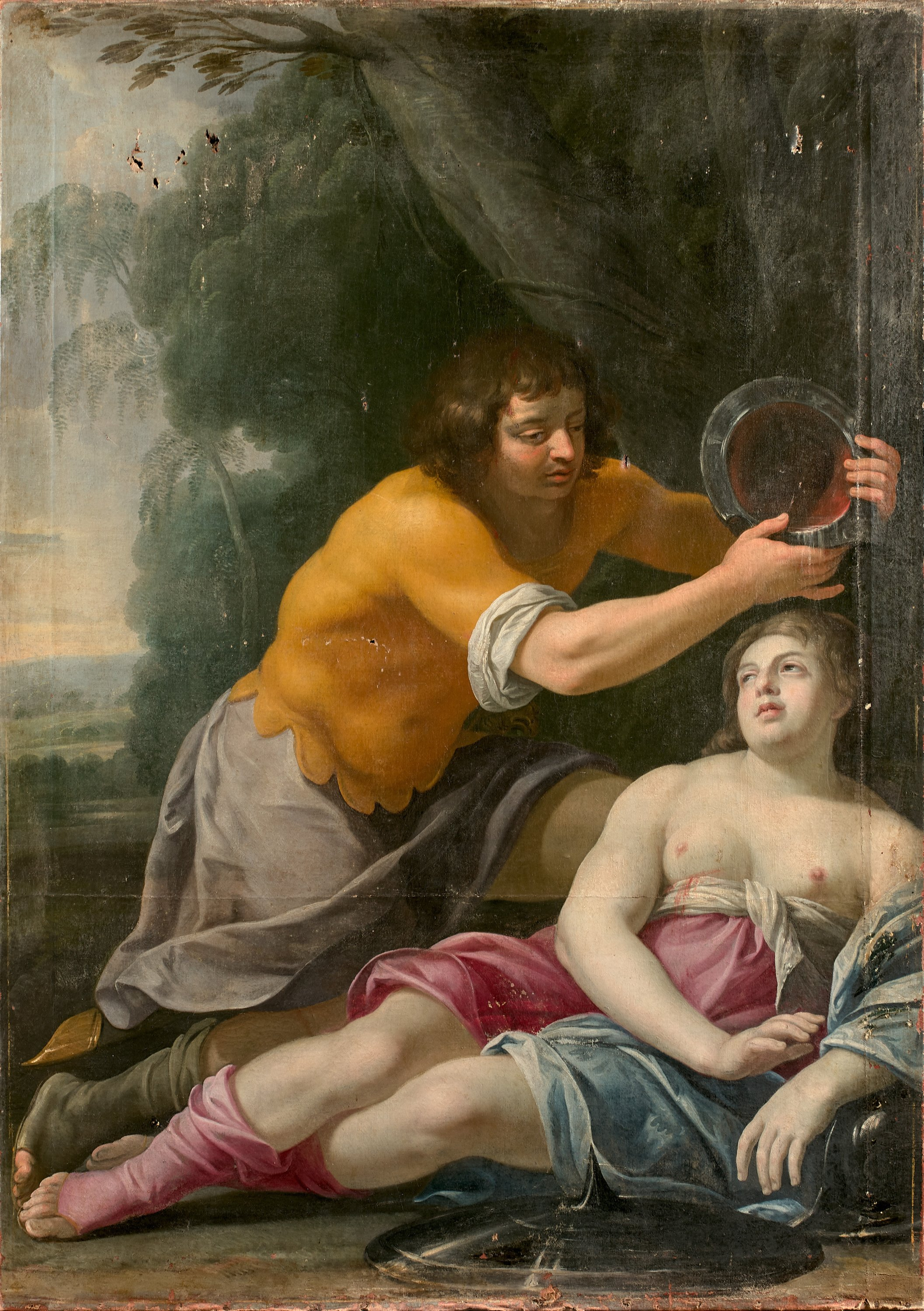
Jean Mosnier, Tancrède baptisant Clorinde, 1630-1640; Château de Cheverny.

Rossini a basé son opéra Tancredi sur la pièce du même nom écrite par Voltaire et publiée en 1759.
Ces différentes fictions ont suscité l'intérêt de peintres classiques de la Renaissance et du XIXe siècle qui ont représenté Tancrède dans de nombreuses scènes de la Jérusalem délivrée.
Tancrède de Hauteville est le personnage principal de trois films muets italiens réalisés par Enrico Guazzoni en 1911, 1913 et 1918 ; dans ces trois films, Tancrède est interprété par l'acteur italien Amleto Novelli.
Plus récemment, Ugo Bellagamba, écrivain français de science-fiction et universitaire, a fait de Tancrède le personnage central d'un de ses romans, Tancrède. Une uchronie (Les moutons électriques éditeurs, 2009).
Notons également que François Baranger a également placé Tancrède de Tarente en héros principal de son ouvrage de science-fiction Dominium Mundi, faisant allusion au Tancrède de Hauteville.

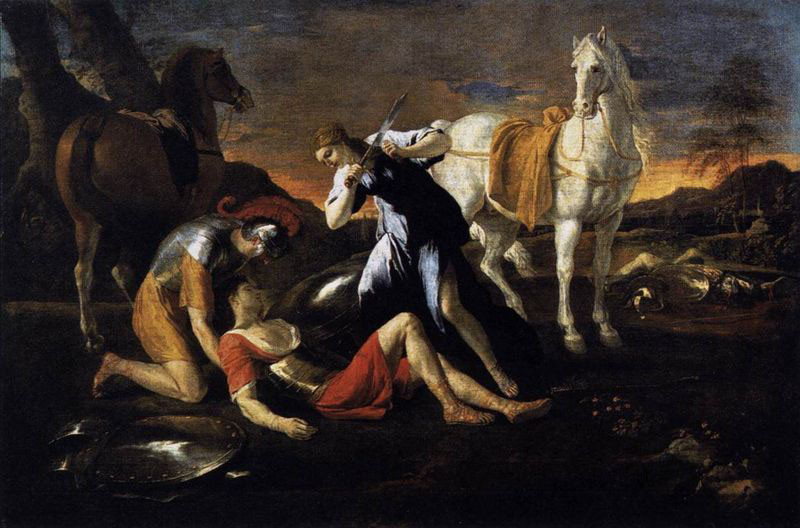
Tancrède et Herminie par Nicolas Poussin (musée de l'Ermitage à Saint-Pétersbourg).
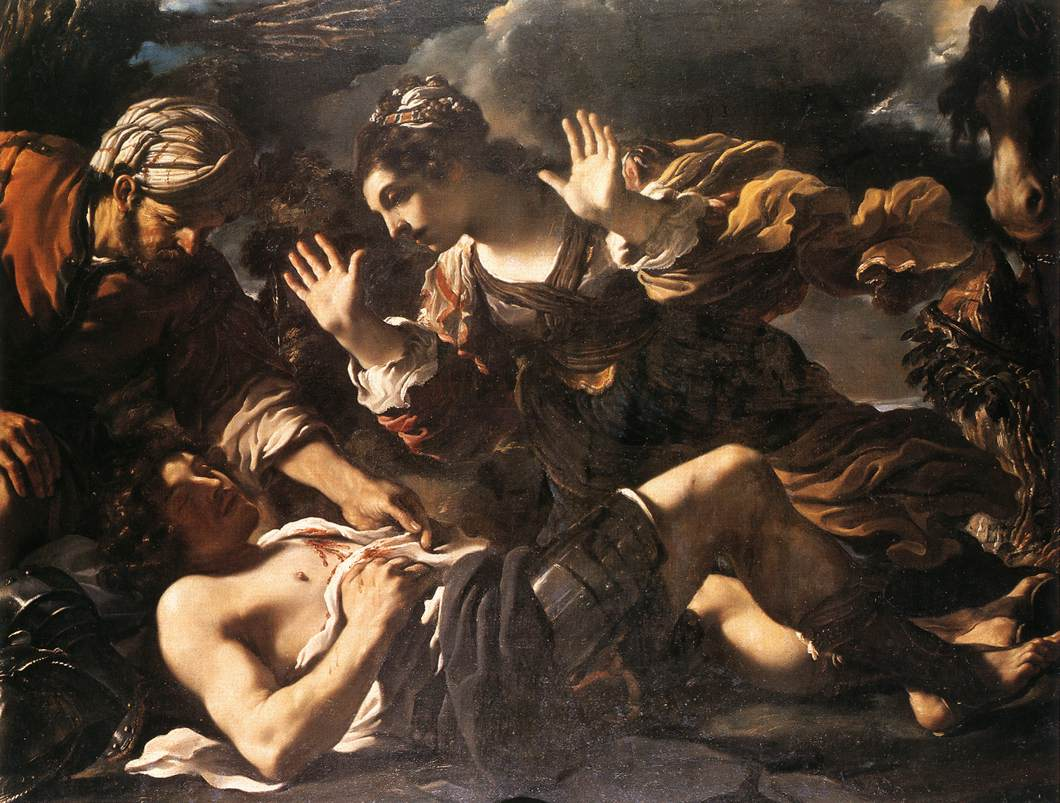
Herminie découvre Tancrède blessé. Tableau de Guercino.